# Elzevier
Cet article possède des paronymes, voir Elsevier et Elzévir.

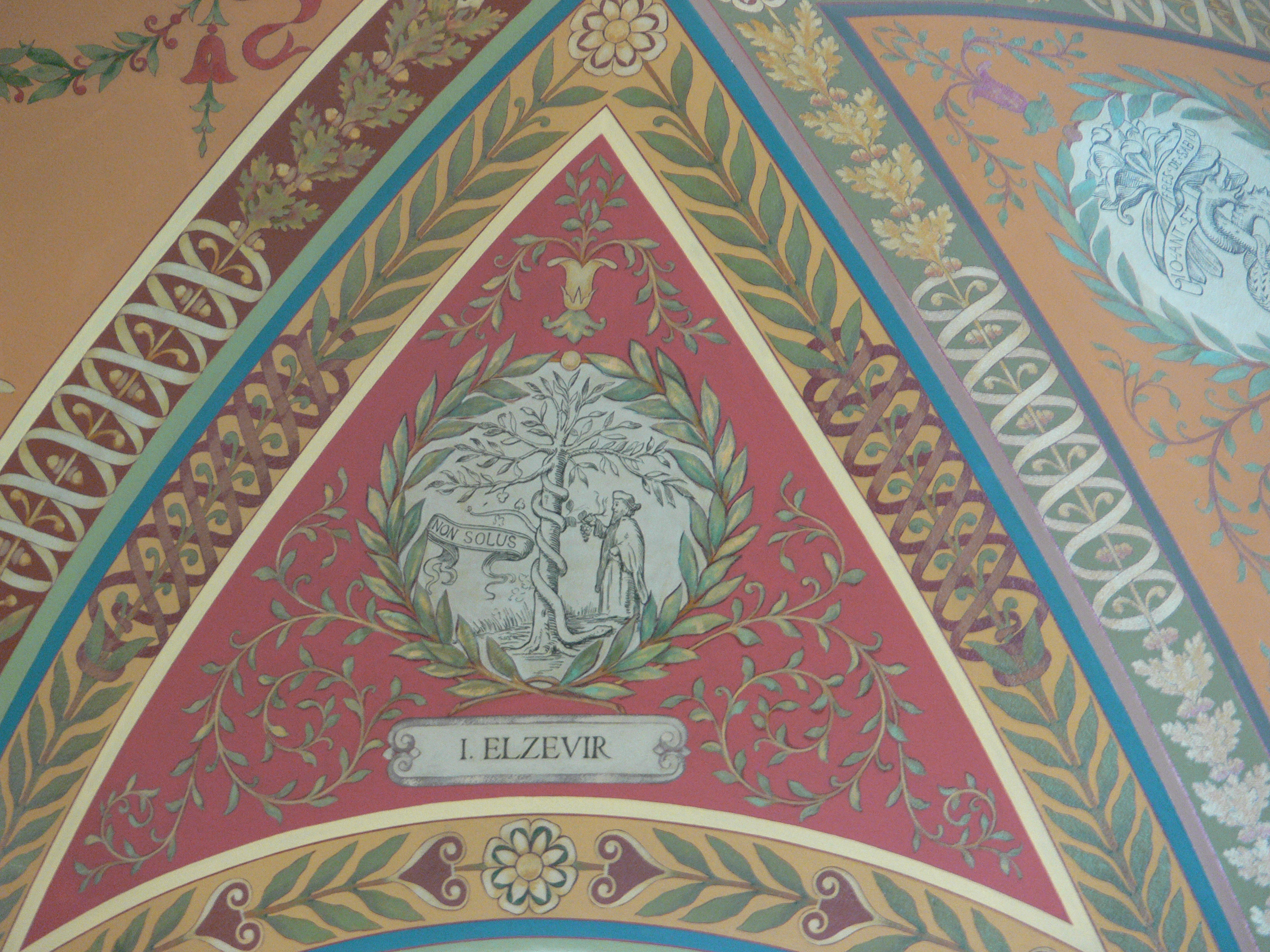
L'une des marques typographiques des Elzevier, créée par Isaac Elzevier en 1620, ornant la grande salle de la Bibliothèque du Congrès (États-Unis).

Les Elzevier (également orthographié Elzevir) sont une illustre famille de typographes et d'imprimeurs néerlandais d'origine brabançonne (de Louvain) actifs durant tout le XVIIe siècle, principalement à Leyde et à Amsterdam. La maison d'édition Elsevier et l'hebdomadaire néerlandais éponyme n'ont pas de rapport direct avec la famille Elzevier, mais la maison d'édition a été ainsi nommée par ses fondateurs en 1881 en hommage à la prestigieuse dynastie d'imprimeurs dont il est question ici.

## Le savoir-faire de la famille Elzevier
Les Elzevier ont inventé le caractère ou police typographique qui porte leur nom. Doté d'un empattement triangulaire, il donne plus de légèreté à la page et permet ainsi, tout en conservant une grande lisibilité, d'utiliser un corps plus petit. Cette innovation donne la possibilité d'imprimer une grande quantité de texte dans des ouvrages de petit format. Le format privilégié des Elzevier sera le petit in-12, d'une hauteur tournant autour de 130 mm.
Le renom des Elzevier repose sur l'élégance des éditions classiques en petit format in-12 et in-16, ornées de lettres rouges, véritables chefs-d'œuvre gravés par le sculpteur Christoffel Van Dijck, repris au XIXe siècle par le graveur Théophile Beaudoire.
En s'appuyant sur les savants humanistes néerlandais, les Elzevier, qui sont imprimeurs jurés de l'université de Leyde, donnent ainsi d'excellentes éditions des classiques latins dans le format petit in-12, par exemple le célèbre Virgile de 1676, l'une de leurs plus belles productions, ou le Pline l'Ancien en trois volumes de 1635, considéré comme un chef-d'œuvre typographique.
Le petit in-12 pouvant aisément circuler en contrebande, en feuilles, dans des tonneaux par exemple, les Elzevier impriment aussi des ouvrages en français, soit copies d'ouvrages régulièrement publiés en France avec privilège, soit éditions originales de textes considérés comme subversifs ou licencieux, ou dont l'auteur souhaite tester l'accueil par le public avant de les faire éditer en France. La toute première édition des Maximes de La Rochefoucauld de 1664 est ainsi l'un des livres les plus rares édités par les Elzevier, qui donnent aussi l'édition originale des Provinciales de Pascal. La famille Elzévir a imprimé près de 2 000 volumes entre 1583 et 1712, date du décès du dernier survivant de la famille, Abraham II.
Au XIXe siècle, les Elzevier étaient collectionnés avec passion et atteignaient des prix très élevés. Ceci explique que nombre d'exemplaires se trouvent aujourd'hui dans de riches reliures en maroquin du XIXe siècle, bien peu ayant conservé leur modeste reliure originale en vélin ou en veau. Ce type de collections extrêmement spécialisées est aujourd'hui largement passé de mode.

## Louis Elzevir et sa descendance
Louis Elsevier, Louis d'Elzevier ou Loys Helschevier  est né à Louvain en 1540. En 1565, il se marie avec  Marie Duverdyn. De cette union naissent neuf enfants, dont sept fils et deux filles : Mathieu (Matthys), Louis, Gilles, Joost, Arnould, Bonaventure, Adrien, Marie et Elisabeth.
À l'âge de quarante ans, Louis (Lodewijk) Elzévir quitte sa ville natale de Louvain pour s'installer à Leyde comme relieur-libraire. Passionné par son métier, il est le premier à distinguer les u des v, ainsi que les i des j. Ses cinq fils (il en aura sept au total) reprendront le flambeau et continueront le métier de relieur-libraire. Son fils Bonaventure et son neveu Abraham Elzévir feront en particulier la renommée de la maison.
De douze imprimeurs de la famille des Elzévir qui exercèrent leur art en Hollande dans le courant du XVIIe siècle, six se sont particulièrement signalés par le nombre et la beauté de leurs éditions : 
- Isaac, qui imprima à Leyde, de 1617 à 1628 ;
- Bonaventure et Abraham, frères et associés qui imprimaient à Leyde de 1626 à 1652 ;
- Louis, fils d'Abraham, qui exerça seul à Amsterdam de 1640 à 1655, et depuis cette dernière époque jusqu'en juillet 1662 (date de sa mort) en société avec Daniel, fils de Bonaventure ;
- ce Daniel imprima à Leyde, en société avec Jean, de 1652 à 1654, puis à Amsterdam, en société avec Louis, de 1655 à 1662, puis seul depuis cette époque jusqu'à sa mort, le 13 septembre 1680.

### Arbre généalogique simplifié
| Louis Elsevier (Louvain ~1540 - Leyde 1617) |                                     |                                     |                                     |                                     |                                     |  |  |                                                   |                                                   |                                                   |                                                   |                                                   |                                                   |  |  |                                     |                                     |                                     |                                     |                                     |                                     |  |  |                                               |                                               |                                               |                                               |                                               |                                               |  |  |                                      |                                      |                                      |                                      |                                      |                                      |  |  |  |  |  |  |  |  |  |  |  |  |  |  |  |  |  |  |  |  |  |  |  |  |  |  |  |  |  |  |
|                                             |                                     |                                     |                                     |                                     |                                     |  |  |                                                   |                                                   |                                                   |                                                   |                                                   |                                                   |  |  |                                     |                                     |                                     |                                     |                                     |                                     |  |  |                                               |                                               |                                               |                                               |                                               |                                               |  |  |                                      |                                      |                                      |                                      |                                      |                                      |  |  |  |  |  |  |  |  |  |  |  |  |  |  |  |  |  |  |  |  |  |  |  |  |  |  |  |  |  |  |
|                                             |                                     |                                     |                                     |                                     |                                     |  |  |                                                   |                                                   |                                                   |                                                   |                                                   |                                                   |  |  |                                     |                                     |                                     |                                     |                                     |                                     |  |  |                                               |                                               |                                               |                                               |                                               |                                               |  |  |                                      |                                      |                                      |                                      |                                      |                                      |  |  |  |  |  |  |  |  |  |  |  |  |  |  |  |  |  |  |  |  |  |  |  |  |  |  |  |  |  |  |
| Matthieu (Anvers 1565 - Leyde 1640)         | Matthieu (Anvers 1565 - Leyde 1640) | Matthieu (Anvers 1565 - Leyde 1640) | Matthieu (Anvers 1565 - Leyde 1640) | Matthieu (Anvers 1565 - Leyde 1640) | Matthieu (Anvers 1565 - Leyde 1640) |  |  | Louis II (Anvers 1566/1567 - La Haye ? 1620/1621) | Louis II (Anvers 1566/1567 - La Haye ? 1620/1621) | Louis II (Anvers 1566/1567 - La Haye ? 1620/1621) | Louis II (Anvers 1566/1567 - La Haye ? 1620/1621) | Louis II (Anvers 1566/1567 - La Haye ? 1620/1621) | Louis II (Anvers 1566/1567 - La Haye ? 1620/1621) |  |  | Gilles (Wesel 1567/74 - Leyde 1651) | Gilles (Wesel 1567/74 - Leyde 1651) | Gilles (Wesel 1567/74 - Leyde 1651) | Gilles (Wesel 1567/74 - Leyde 1651) | Gilles (Wesel 1567/74 - Leyde 1651) | Gilles (Wesel 1567/74 - Leyde 1651) |  |  | Joost (Douai 1575/76 - Utrecht 1616)          | Joost (Douai 1575/76 - Utrecht 1616)          | Joost (Douai 1575/76 - Utrecht 1616)          | Joost (Douai 1575/76 - Utrecht 1616)          | Joost (Douai 1575/76 - Utrecht 1616)          | Joost (Douai 1575/76 - Utrecht 1616)          |  |  | Bonaventure (Leyde 1583-Leyde 1652)  | Bonaventure (Leyde 1583-Leyde 1652)  | Bonaventure (Leyde 1583-Leyde 1652)  | Bonaventure (Leyde 1583-Leyde 1652)  | Bonaventure (Leyde 1583-Leyde 1652)  | Bonaventure (Leyde 1583-Leyde 1652)  |  |  |  |  |  |  |  |  |  |  |  |  |  |  |  |  |  |  |  |  |  |  |  |  |  |  |  |  |  |  |
| Matthieu (Anvers 1565 - Leyde 1640)         | Matthieu (Anvers 1565 - Leyde 1640) | Matthieu (Anvers 1565 - Leyde 1640) | Matthieu (Anvers 1565 - Leyde 1640) | Matthieu (Anvers 1565 - Leyde 1640) | Matthieu (Anvers 1565 - Leyde 1640) |  |  | Louis II (Anvers 1566/1567 - La Haye ? 1620/1621) | Louis II (Anvers 1566/1567 - La Haye ? 1620/1621) | Louis II (Anvers 1566/1567 - La Haye ? 1620/1621) | Louis II (Anvers 1566/1567 - La Haye ? 1620/1621) | Louis II (Anvers 1566/1567 - La Haye ? 1620/1621) | Louis II (Anvers 1566/1567 - La Haye ? 1620/1621) |  |  | Gilles (Wesel 1567/74 - Leyde 1651) | Gilles (Wesel 1567/74 - Leyde 1651) | Gilles (Wesel 1567/74 - Leyde 1651) | Gilles (Wesel 1567/74 - Leyde 1651) | Gilles (Wesel 1567/74 - Leyde 1651) | Gilles (Wesel 1567/74 - Leyde 1651) |  |  | Joost (Douai 1575/76 - Utrecht 1616)          | Joost (Douai 1575/76 - Utrecht 1616)          | Joost (Douai 1575/76 - Utrecht 1616)          | Joost (Douai 1575/76 - Utrecht 1616)          | Joost (Douai 1575/76 - Utrecht 1616)          | Joost (Douai 1575/76 - Utrecht 1616)          |  |  | Bonaventure (Leyde 1583-Leyde 1652)  | Bonaventure (Leyde 1583-Leyde 1652)  | Bonaventure (Leyde 1583-Leyde 1652)  | Bonaventure (Leyde 1583-Leyde 1652)  | Bonaventure (Leyde 1583-Leyde 1652)  | Bonaventure (Leyde 1583-Leyde 1652)  |  |  |  |  |  |  |  |  |  |  |  |  |  |  |  |  |  |  |  |  |  |  |  |  |  |  |  |  |  |  |
|                                             |                                     |                                     |                                     |                                     |                                     |  |  |                                                   |                                                   |                                                   |                                                   |                                                   |                                                   |  |  |                                     |                                     |                                     |                                     |                                     |                                     |  |  |                                               |                                               |                                               |                                               |                                               |                                               |  |  |                                      |                                      |                                      |                                      |                                      |                                      |  |  |  |  |  |  |  |  |  |  |  |  |  |  |  |  |  |  |  |  |  |  |  |  |  |  |  |  |  |  |
| Abraham I (Leyde 1592 - Leyde 1652)         | Abraham I (Leyde 1592 - Leyde 1652) | Abraham I (Leyde 1592 - Leyde 1652) | Abraham I (Leyde 1592 - Leyde 1652) | Abraham I (Leyde 1592 - Leyde 1652) | Abraham I (Leyde 1592 - Leyde 1652) |  |  | Isaac (Leyde 1596 - Delft 1679)                   | Isaac (Leyde 1596 - Delft 1679)                   | Isaac (Leyde 1596 - Delft 1679)                   | Isaac (Leyde 1596 - Delft 1679)                   | Isaac (Leyde 1596 - Delft 1679)                   | Isaac (Leyde 1596 - Delft 1679)                   |  |  | Jacob (Leyde 1597 - ?)              | Jacob (Leyde 1597 - ?)              | Jacob (Leyde 1597 - ?)              | Jacob (Leyde 1597 - ?)              | Jacob (Leyde 1597 - ?)              | Jacob (Leyde 1597 - ?)              |  |  | Louis III (Utrecht 1604? - 's-Graveland 1670) | Louis III (Utrecht 1604? - 's-Graveland 1670) | Louis III (Utrecht 1604? - 's-Graveland 1670) | Louis III (Utrecht 1604? - 's-Graveland 1670) | Louis III (Utrecht 1604? - 's-Graveland 1670) | Louis III (Utrecht 1604? - 's-Graveland 1670) |  |  | Daniel (Leyde 1626 - Amsterdam 1680) | Daniel (Leyde 1626 - Amsterdam 1680) | Daniel (Leyde 1626 - Amsterdam 1680) | Daniel (Leyde 1626 - Amsterdam 1680) | Daniel (Leyde 1626 - Amsterdam 1680) | Daniel (Leyde 1626 - Amsterdam 1680) |  |  |  |  |  |  |  |  |  |  |  |  |  |  |  |  |  |  |  |  |  |  |  |  |  |  |  |  |  |  |
| Abraham I (Leyde 1592 - Leyde 1652)         | Abraham I (Leyde 1592 - Leyde 1652) | Abraham I (Leyde 1592 - Leyde 1652) | Abraham I (Leyde 1592 - Leyde 1652) | Abraham I (Leyde 1592 - Leyde 1652) | Abraham I (Leyde 1592 - Leyde 1652) |  |  | Isaac (Leyde 1596 - Delft 1679)                   | Isaac (Leyde 1596 - Delft 1679)                   | Isaac (Leyde 1596 - Delft 1679)                   | Isaac (Leyde 1596 - Delft 1679)                   | Isaac (Leyde 1596 - Delft 1679)                   | Isaac (Leyde 1596 - Delft 1679)                   |  |  | Jacob (Leyde 1597 - ?)              | Jacob (Leyde 1597 - ?)              | Jacob (Leyde 1597 - ?)              | Jacob (Leyde 1597 - ?)              | Jacob (Leyde 1597 - ?)              | Jacob (Leyde 1597 - ?)              |  |  | Louis III (Utrecht 1604? - 's-Graveland 1670) | Louis III (Utrecht 1604? - 's-Graveland 1670) | Louis III (Utrecht 1604? - 's-Graveland 1670) | Louis III (Utrecht 1604? - 's-Graveland 1670) | Louis III (Utrecht 1604? - 's-Graveland 1670) | Louis III (Utrecht 1604? - 's-Graveland 1670) |  |  | Daniel (Leyde 1626 - Amsterdam 1680) | Daniel (Leyde 1626 - Amsterdam 1680) | Daniel (Leyde 1626 - Amsterdam 1680) | Daniel (Leyde 1626 - Amsterdam 1680) | Daniel (Leyde 1626 - Amsterdam 1680) | Daniel (Leyde 1626 - Amsterdam 1680) |  |  |  |  |  |  |  |  |  |  |  |  |  |  |  |  |  |  |  |  |  |  |  |  |  |  |  |  |  |  |
| Jean (Johannes) (Leyde 1622 - Leyde 1661)   |                                     |                                     |                                     |                                     |                                     |  |  |                                                   |                                                   |                                                   |                                                   |                                                   |                                                   |  |  |                                     |                                     |                                     |                                     |                                     |                                     |  |  |                                               |                                               |                                               |                                               |                                               |                                               |  |  |                                      |                                      |                                      |                                      |                                      |                                      |  |  |  |  |  |  |  |  |  |  |  |  |  |  |  |  |  |  |  |  |  |  |  |  |  |  |  |  |  |  |
|                                             |                                     |                                     |                                     |                                     |                                     |  |  |                                                   |                                                   |                                                   |                                                   |                                                   |                                                   |  |  |                                     |                                     |                                     |                                     |                                     |                                     |  |  |                                               |                                               |                                               |                                               |                                               |                                               |  |  |                                      |                                      |                                      |                                      |                                      |                                      |  |  |  |  |  |  |  |  |  |  |  |  |  |  |  |  |  |  |  |  |  |  |  |  |  |  |  |  |  |  |
| Abraham II (Leyde 1653 - Leyde 1712)        |                                     |                                     |                                     |                                     |                                     |  |  |                                                   |                                                   |                                                   |                                                   |                                                   |                                                   |  |  |                                     |                                     |                                     |                                     |                                     |                                     |  |  |                                               |                                               |                                               |                                               |                                               |                                               |  |  |                                      |                                      |                                      |                                      |                                      |                                      |  |  |  |  |  |  |  |  |  |  |  |  |  |  |  |  |  |  |  |  |  |  |  |  |  |  |  |  |  |  |

## Publications des Elzevier

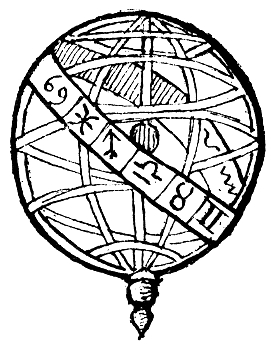
La sphère armillaire qui fut l'un des emblèmes des Elzevier.

Les Elzevier ont publié et plus tard eux-mêmes imprimé des ouvrages scientifiques importants. Contrairement à d'autres éditeurs qui recherchaient un certain raffinement dans leurs livres, les Elsevier privilégiaient la solidité et la lisibilité des livres. Les éditions classiques étaient plus petites avec des marges étroites et étaient vendues bon marché, à des prix n'atteignant pas un florin. Ils ont donc été les précurseurs des livres de poche.
Au total, les Elzevier ont publié plus de 2 000 livres, dont certains n'ont pu être vendus en dehors des Pays-Bas en raison de la censure qui régnait ailleurs. Ces livres étaient principalement en latin, la langue internationale, mais aussi en néerlandais, italien, français, allemand, grec classique et hébreu. Ils concernaient entre autres :
- les sciences et les mathématiques (Galileo Galilei, Willebrord Snell, Simon Stevin, François Viète) ;
- la théologie (Talmud en hébreu, Nouveau Testament en grec, commentaires sur la Bible, Bible de Genève révisée et annotée par Samuel Desmarets et son fils Henri[4]) ;
- la philosophie (Méditations sur la philosophie première et Principes de la philosophie de Descartes[5]) :
- l'historiographie ;
- la linguistique ;
- le droit (notamment les ouvrages de Hugo Grotius) ;
- la littérature, dont :
  - la littérature latine classique en petit format (Pline, Virgile, Euripide), parfois traduite (Lucain) ;
  - la littérature latine contemporaine (Constantin Huygens, Gaspard van Baerle) ;
  - la littérature française (Tartuffe de Molière, Maximes de La Rochefoucauld, Lettres Provinciales de Blaise Pascal) ;
- la géographie, y compris les 35 monographies sur les petits États, les "petites républiques".

Parmi les auteurs publiés par la maison Elzevier, citons encore Théodore de Bèze, Daniel Heinsius, Joseph Juste Scaliger, Justus Lipsius, Isaac Vossius et Corvinus (en).
Quelques frontispices :

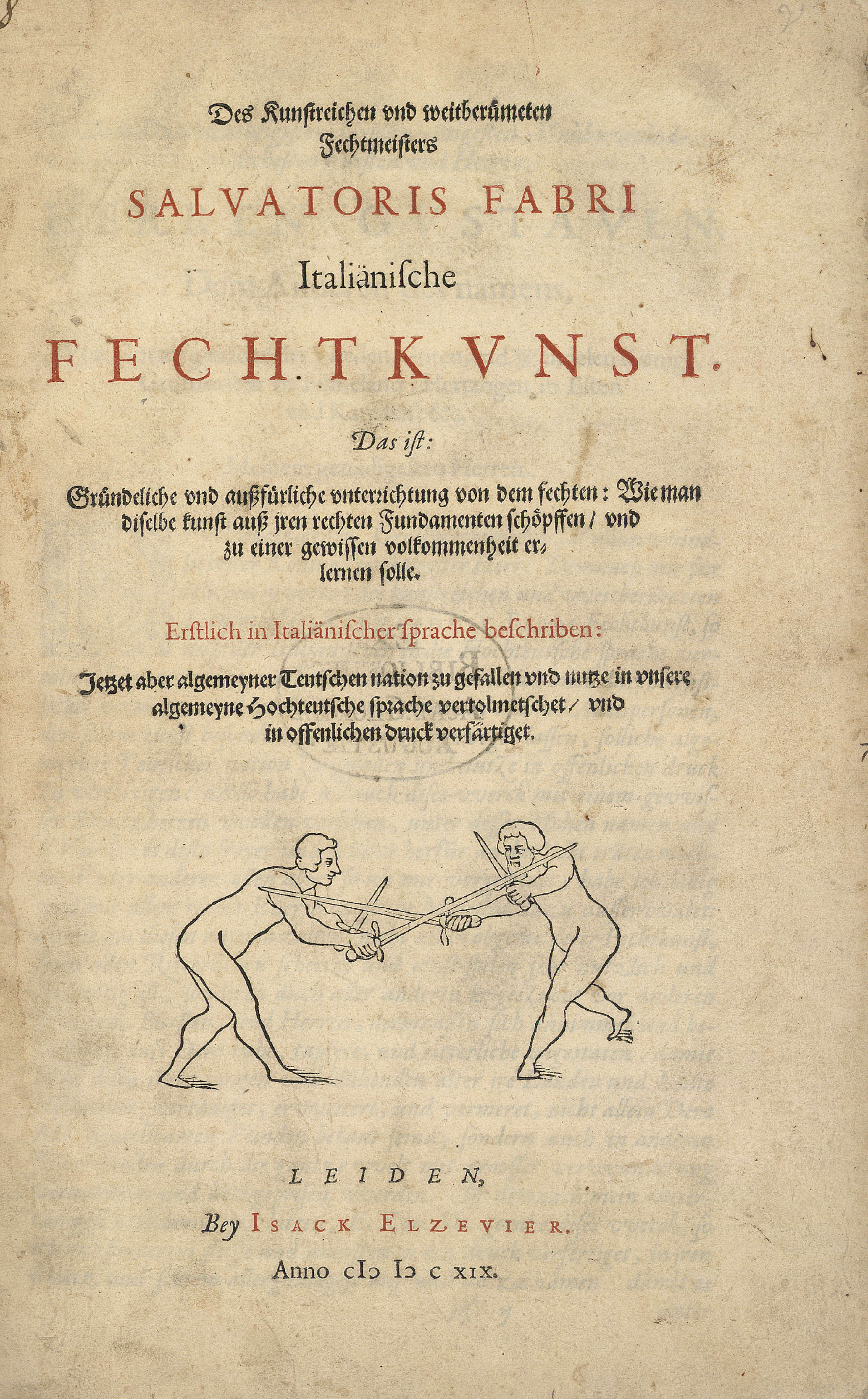
Traduction allemande du traité d'escrime de Salvator Fabris publiée à Leyde par Isaac Elzevier en 1619.
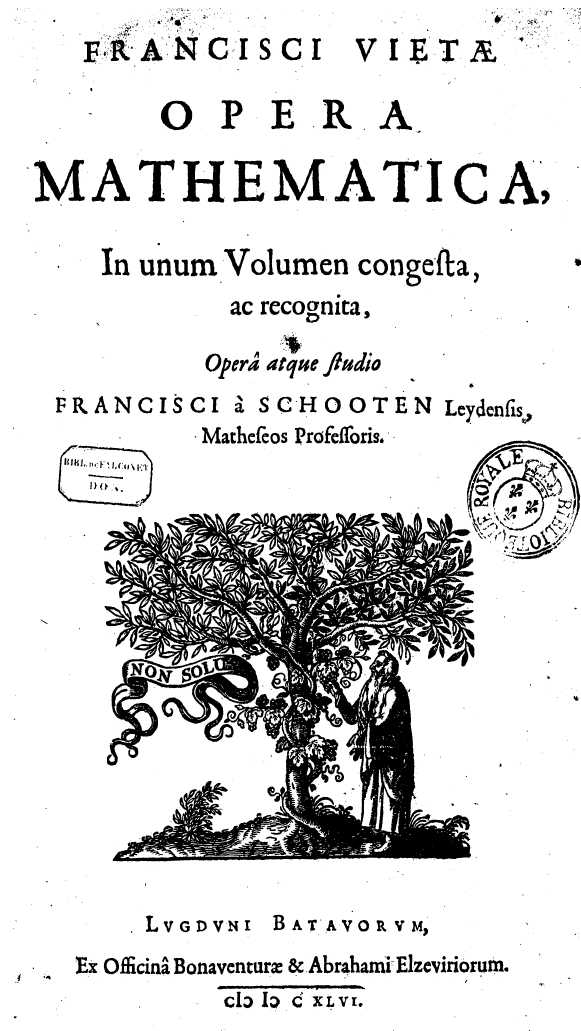
Les œuvres mathématiques de François Viète publiées à Leyde par Bonaventure et Abraham Elzevier en 1646.
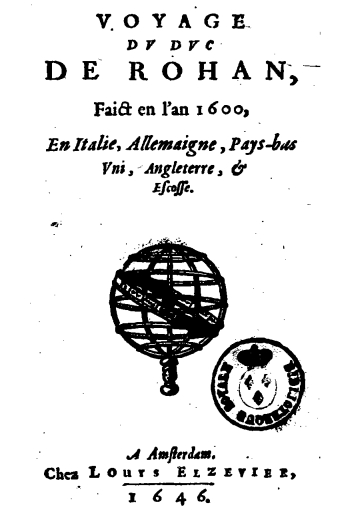
Le Voyage du duc de Rohan par François Viète publié à Amsterdam par Louis Elzevier en 1646.
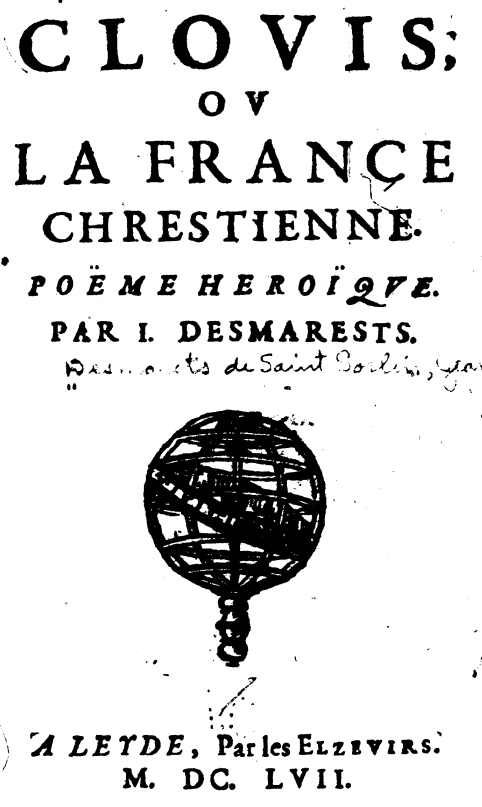
Clovis ou la France chrétienne par Jean Desmarets de Saint-Sorlin publié à Leyde par les Elzevier en 1657.
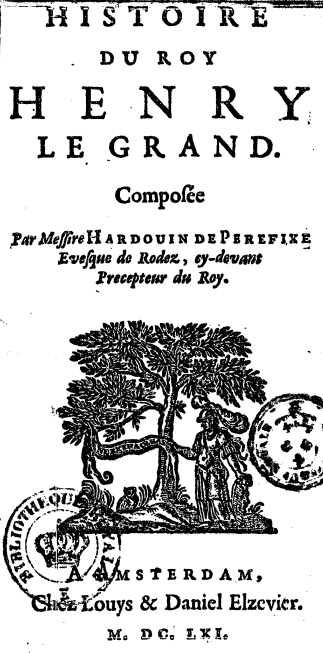
Histoire du Roy Henry le Grand  par Hardouin de Péréfixe de Beaumont publié à Amsterdam par Louis et Daniel Elzevier en 1661.
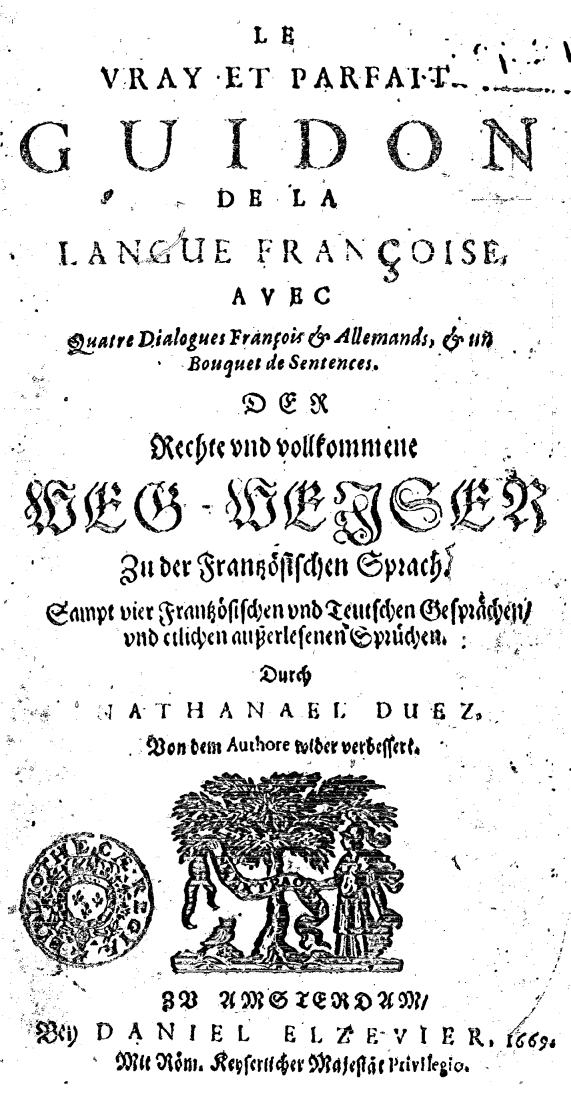
Le Vray et Parfait Guidon de la langue françoise par Nathanaël Duez publié à Amsterdam par Daniel Elzevier en 1669.
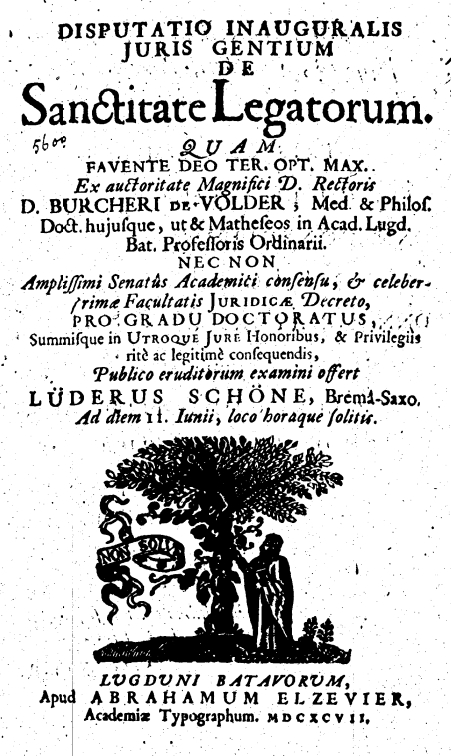
Le traité de jurisprudence de Lüder Schöne publié à Amsterdam par Abraham Elzevier en 1697.
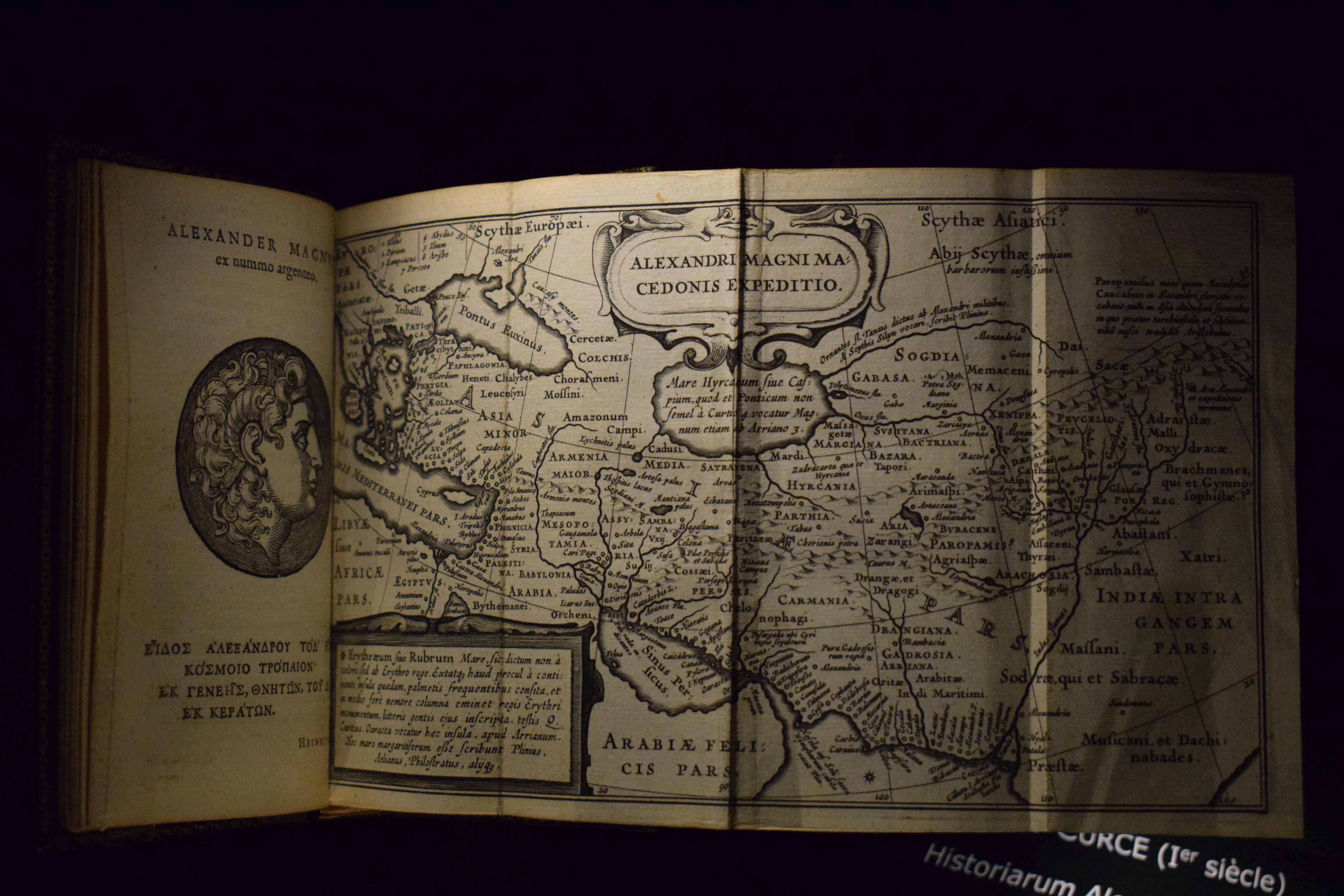
L'Histoire d'Alexandre le Grand par Quinte-Curce publiée à Leyde par les Elzevier en 1633 avec une carte dépliante représentant l'empire du roi macédonien.
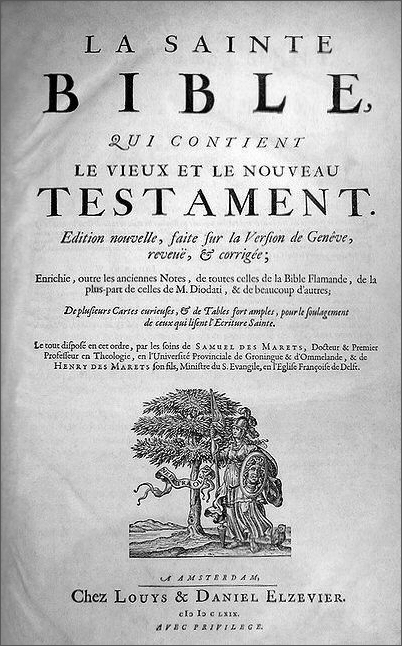
Bible de Genève publiée "chez Louis et Daniel Elzevier" à Amsterdam en 1669.

## La ou les polices Elzevir
La police à empattement triangulaire créée par les Elzevier a été victime de son succès : elle n'est plus guère aujourd'hui utilisée comme telle, mais comme la famille des nombreux caractères à empattement triangulaire créés à sa suite.
Ainsi apparaît-elle comme une des quatre familles de la première grande classification des polices, établie par Francis Thibaudeau en 1921, comprenant notamment les (familles de) polices Garamond et Times.
Par la suite, l'importance de cette famille a conduit à l'éclater entre plusieurs types. Elle est ainsi la « superfamille » classique regroupant les familles Garalde, Humane et Réale dans la classification Vox de 1952, adoptée en 1962 par l'Association typographique internationale et à la base des normes allemande, britannique, française...
Il est à noter que le typographe français Théophile Beaudoire a ressuscité en 1858 la police historique des Elzevier, à travers une interprétation personnelle et synthétique des anciens caractères, lors de la création et de la gravure de sa police dite depuis Elzévir-Beaudoire.